# 중사들을 위한 시간은 없다
《중사들을 위한 시간은 없다》(영어: No Time for Sergeants)는 맥 하이만(Mac Hyman)의 베스트 셀러 소설로 1954년에 랜덤하우스가 발행했다. 1958년에 브로드웨이 연극과 영화로, 1964년에 TV 시리즈물로도 제작됐다.
제2차 세계 대전 중 미공군에 징집된 시골뜨기 윌 스톡데일의 좌충우돌 군대 이야기를 그리고 있다.

## 브로드웨이 연극
아이라 레빈은 맥 하이만의 소설을 연극화했다. 이 소설은 앤디 그리피스(윌 스톡데일役)와 마이론 매코믹(올빌 킹 중위役)이 출연한 《미국의 강철시대》(The United States Steel Hour)(1955년 3월)'라는 TV 시리즈물로 제작된 바 있다. 연극 《중사들을 위한 시간은 없다》는 프로듀서 머리스 에반과 감독 모톤 다코스타에 의해 제작되었다. 1955년 10월 20일 이 연극은 브로드웨이에 있는 알빈 극장에서 상연되었다.
무대 디자이너 피터 라킨은 1956년에 토니상을 받았고, 앤디 그리피스도 토니상 최우수 주연배우 후보에 올랐다. 연극 《중사들을 위한 시간은 없다》는 총 796회 상연되었고, 1957년 9월 14일에 막을 내렸다.